# Polarite
La polarite è un minerale.